# Ernst-Haeckel-Schule
Die Ernst-Haeckel-Schule ist eine integrierte Sekundarschule mit gymnasialer Oberstufe mit 862 Lernenden im Berliner Ortsteil Hellersdorf des Bezirks Marzahn-Hellersdorf.

## Geschichte
Die Bildungseinrichtung wurde im Jahr 1991 als 2. Gesamtschule mit gymnasialer Oberstufe gegründet. Sie ist seit 1995 auf Antrag der Schule nach dem deutschen Naturwissenschaftler Ernst Haeckel benannt. Die Schule befindet sich seit 2002 an ihrem Standort in der Luckenwalder Straße 53 im Ortsteil Hellersdorf-Nord in einem Hauptgebäude und drei Containergebäuden. Das Schulgebäude entstand bei der Anlage des gesamten Neubaugebietes in den 1980er Jahren und ist ein Schultypenbau aus vorgefertigten Betonplatten.

## Schulprofil
Die Ernst-Haeckel-Schule hat ein mathematisch-naturwissenschaftliches Profil. Darüber hinaus kann auch zwischen einem musisch-künstlerischen Profil, einem historisch-geografischen Profil und einem sportlichen Profil gewählt werden.

### Gymnasiale Oberstufe
Mit dem Schuljahr 2016/17 wurde für die Ernst-Haeckel-Schule wieder eine dreijährige gymnasiale Oberstufe eingerichtet, welche vor der Schulstrukturreform bis zum Schuljahr 2010/11 schon einmal bestand. 2020 besuchen 131 Schülerinnen und Schüler die Jahrgänge 11, 12 und 13.

### Fremdsprachen
An der Schule werden aktuell drei Fremdsprachen unterrichtet: Englisch, Französisch und Spanisch.

### Ausstattung
Es befinden sich acht naturwissenschaftliche Fachräume, zwei Fachräume für Informatik, eine Bibliothek, ein Theaterraum, eine Holz- und Metallwerkstatt, eine Lehrküche, eine Elektronikwerkstatt, ein Nähkabinett sowie eine renovierte Mensa an der Schule. Für den Unterricht stehen ca. 80 Computer davon 48 Laptops zur Verfügung. Des Weiteren verfügt die Schule seit 2020 wieder über zwei Turnhallen.

### Fächer
| An der Ernst-Haeckel-Schule werden folgende Grundfächer unterrichtet: - Deutsch - Englisch - Mathematik - Erdkunde - Geschichte - Bildende Kunst - Musik - Ethik - Biologie - Physik - Chemie - Sport - WAT (Wirtschaft-Arbeit-Technik) - Politikwissenschaften | Darüber hinaus haben die Schüler der 7. bis 10. Klassen die Möglichkeit, ein Wahlpflichtfach aus folgenden Angeboten zu wählen. - Spanisch - Französisch - WAT (Wirtschaft-Arbeit-Technik) - Sport - Kunst - Musik - Informatik Zu der Wahl des Wahlpflichtfachs gibt es noch die Wahl des Profilunterrichts. Die möglichen Profile sind bereits weiter vorn genannt. |

### Arbeitsgemeinschaften
Die Schüler haben die Möglichkeit, einer Vielzahl an Arbeitsgemeinschaften beizutreten, so unter anderem der Schulband, dem Chor, der Medien-AG oder auch der Modelleisenbahn-AG.

### Schulfahrten
Schulfahrten sind an der Sekundarschule ein fester Bestandteil. Nennenswert ist da zum Beispiel die Sprachreise nach England, auf der die Teilnehmer ihr sprachliches Können verbessern können. Aber auch die Gedenkfahrt nach Krakau mit Besuch des Konzentrationslagers Auschwitz-Birkenau hat großen Stellenwert an der Schule. Des Weiteren bietet die Schule auch Sport bezogene Fahrten an. So gibt es die alljährlich stattfindende Skifahrt in das Skigebiet Oberjoch und eine Surffahrt in das Feriendorf San Pepelone.

## Preise und außerschulische Aktivitäten
- Im Jahr 2017 haben die Mitglieder der Theater-AG zusammen mit Schauspielern ein Stück über die Sinti-und-Roma-Verfolgung im Dritten Reich entwickelt und vor Publikum aufgeführt: Rastplatz Marzahn.[5]
- Am 13. Dezember 2018 zeichnete die Stiftung Zukunft Berlin die Ernst-Haeckel-Schule – vertreten durch die Aktivgruppe Schule ohne Rassismus – Schule mit Courage und den Förderverein – mit dem Jugend-Integrationspreis 2018 aus.[6]
- Die Theater-AG trat im Frühjahr 2020 bei einem internationalen Projekt in Auschwitz auf, worüber die Presse berichtete.[7]

## Kooperationen
Die Ernst-Haeckel-Schule arbeitet mit vielen Kooperationspartnern zusammen, unter anderem mit dem Unfallkrankenhaus Berlin, der Knorr-Bremse und dem Verein Kids & Co. Der genannte Verein organisiert für Schülerinnen und Schüler auf Wunsch praktische Einsätze in den Unternehmen.

## Persönlichkeiten
- Arnel Tači